# Terry Ryan (hockey sur glace)
Pour les articles homonymes, voir Terry Ryan et Ryan.
Terrence William James Ryan (né le 14 janvier 1977 à Saint-Jean de Terre-Neuve, dans la province de Terre-Neuve-et-Labrador au Canada) est un joueur professionnel canadien de hockey sur glace.

## Carrière
Premier choix des Canadiens de Montréal lors du repêchage de 1995 de la Ligue nationale de hockey. Il joue son hockey junior en grande partie aux États-Unis avec les Americans de Tri-City de la Ligue de hockey de l'Ouest canadien. Aux cours des saisons dans l'organisation montréalaise, il y joue que huit parties en quatre saisons.
Par la suite, il évolue pendant plusieurs saisons dans les diverses ligues mineures d'Amérique du Nord jusqu'en 2003.
En 2014, il publie Tales of a First Round Nothing, livre qui raconte ses expériences de hockeyeur.

## Statistiques
| Saison     | Équipe                    | Ligue      |    | Saison régulière | Saison régulière | Saison régulière | Saison régulière | Saison régulière |    | Séries éliminatoires | Séries éliminatoires | Séries éliminatoires | Séries éliminatoires | Séries éliminatoires |
| Saison     | Équipe                    | Ligue      | PJ | B                | A                | Pts              | Pun              | PJ               | B  | A                    | Pts                  | Pun                  |                      |                      |
| 1991-1992  | Millionaires de Quesnel   | RMJHL      | 49 | 26               | 41               | 67               | 217              | -                | -  | -                    | -                    | -                    |                      |                      |
| 1992-1993  | Millionaires de Quesnel   | RMJHL      | 29 | 31               | 25               | 56               | 222              | -                | -  | -                    | -                    | -                    |                      |                      |
| 1992-1993  | Lakers de Vernon          | LHCB       | 9  | 5                | 6                | 11               | 15               | -                | -  | -                    | -                    | -                    |                      |                      |
| 1992-1993  | Americans de Tri-City     | LHOu       | 1  | 0                | 0                | 0                | 0                | 1                | 0  | 1                    | 1                    | 5                    |                      |                      |
| 1993-1994  | Americans de Tri-City     | LHOu       | 61 | 16               | 17               | 33               | 176              | 4                | 0  | 1                    | 1                    | 25                   |                      |                      |
| 1994-1995  | Americans de Tri-City     | LHOu       | 70 | 50               | 60               | 110              | 207              | 17               | 12 | 15                   | 27                   | 36                   |                      |                      |
| 1995-1996  | Americans de Tri-City     | LHOu       | 59 | 32               | 37               | 69               | 133              | 5                | 0  | 0                    | 0                    | 4                    |                      |                      |
| 1995-1996  | Canadiens de Fredericton  | LAH        | -  | -                | -                | -                | -                | 3                | 0  | 0                    | 0                    | 2                    |                      |                      |
| 1996-1997  | Rebels de Red Deer        | LHOu       | 16 | 13               | 22               | 35               | 10               | 16               | 18 | 6                    | 24                   | 32                   |                      |                      |
| 1996-1997  | Canadiens de Montréal     | LNH        | 3  | 0                | 0                | 0                | 0                | -                | -  | -                    | -                    | -                    |                      |                      |
| 1997-1998  | Canadiens de Fredericton  | LAH        | 71 | 21               | 18               | 39               | 256              | 3                | 1  | 1                    | 2                    | 0                    |                      |                      |
| 1997-1998  | Canadiens de Montréal     | LNH        | 4  | 0                | 0                | 0                | 31               | -                | -  | -                    | -                    | -                    |                      |                      |
| 1998-1999  | Canadiens de Fredericton  | LAH        | 55 | 16               | 27               | 43               | 189              | 11               | 1  | 3                    | 4                    | 10                   |                      |                      |
| 1998-1999  | Canadiens de Montréal     | LNH        | 1  | 0                | 0                | 0                | 5                | -                | -  | -                    | -                    | -                    |                      |                      |
| 1999-2000  | Maple Leafs de Saint-Jean | LAH        | 50 | 7                | 17               | 24               | 176              | -                | -  | -                    | -                    | -                    |                      |                      |
| 1999-2000  | Ice Dogs de Long Beach    | LIH        | 1  | 0                | 0                | 0                | 4                | -                | -  | -                    | -                    | -                    |                      |                      |
| 1999-2000  | Grizzlies de l'Utah       | LIH        | 6  | 0                | 3                | 3                | 24               | -                | -  | -                    | -                    | -                    |                      |                      |
| 2000-2001  | Gold Kings du Colorado    | WCHL       | 31 | 15               | 25               | 40               | 140              | 8                | 6  | 4                    | 10                   | 34                   |                      |                      |
| 2000-2001  | Bears de Hershey          | LAH        | 8  | 0                | 1                | 1                | 36               | -                | -  | -                    | -                    | -                    |                      |                      |
| 2001-2002  | Steelheads de l'Idaho     | WCHL       | 30 | 10               | 10               | 20               | 94               | -                | -  | -                    | -                    | -                    |                      |                      |
| 2002-2003  | Seals d'Orlando           | ACHL       | 13 | 4                | 5                | 9                | 29               | 6                | 6  | 2                    | 8                    | 2                    |                      |                      |
| 2002-2003  | Cyclones de Cincinnati    | ECHL       | 12 | 1                | 8                | 9                | 58               | -                | -  | -                    | -                    | -                    |                      |                      |
| Totaux LNH | Totaux LNH                | Totaux LNH | 8  | 0                | 0                | 0                | 36               | -                | -  | -                    | -                    | -                    |                      |                      |

## Trophées et honneurs personnels
- 1995 : nommé dans la 2e équipe d'étoiles de l'ouest de la Ligue de hockey de l'Ouest.